# Zatavua andrei
Zatavua andrei is een spinnensoort uit de familie trilspinnen (Pholcidae). De soort komt voor in Madagaskar.